# Amihan
Amihan se refiere a la estación dominada por los vientos alisios, que se experimenta en la Filipinas como un "viento frío del nordeste". Se caracteriza por temperaturas moderadas, con poca o ninguna lluvia, y un viento preponderante del este.  
Como regla general el tiempo amihan de Filipinas empieza en algún momento en septiembre u octubre y acaba en algún momento en mayo o junio. Puede, sin embargo, haber amplias variaciones de año en año.
A lo largo del resto del año, las Filipinas experimentan un "viento del oeste o del sudoeste; monzón del sudoeste", que a su vez se llama el Habagat. La estación de Habagat se caracteriza por un tiempo húmedo y cálido, frecuentes e intensas lluvias, y un viento preponderante del oeste.
El principal indicador del cambio entre las pautas estacionales de Amihan y Habagat es el cambio en la dirección del viento. En la mayor parte de los años esta transición es abrupta y ocurre de la noche a la mañana. En algunos años hay un período de quizás alrededor de una semana o dos donde el viento cambia entre pautas de Amihan y Habagat varias veces antes de establecerse en la pauta de la nueva estación.  

## En la cultura
- Amihan (mitología) es un ave en la mitología filipina. Según el folclore tagalo, Amihan es la primera criatura que habitó el universo, junto con los dioses llamados Bathala y Aman Sinaya. En la leyenda Amihan es descrito como un pájaro que salva a los primeros seres humanos, Malakas y Maganda de una planta de bambú.

- Amihan (Encantadia) es un personaje principal de la sería de televisión de fantasía filipina Encantadia y Etheria producida por GMA Network. Entre los cuatro elementales Sang'gres, Amihan es el guardián de la gema azul del viento. También se convierte en Reina de Lireo al suceder a su madre Mine-a. La actriz filipina Iza Calzado interpreta a Amihan.